# Software de simulación de procesos
Modelado de simulación de procesos de software: como cualquier simulación, la simulación de procesos de software (SPS) es la evaluación numérica de un modelo matemático que imita el comportamiento del proceso de desarrollo de software que se está modelando. Un SPS tiene la capacidad de modelar la naturaleza dinámica del desarrollo de software y manejar la incertidumbre y la aleatoriedad inherentes a él.

## Usos de software simulación de procesos
Se han propuesto los siguientes propósitos principales para los SPS:
- Soporte en la gestión de proyectos operativos (estimación, planificación y control).
- Apoyo a la gestión estratégica.
- Herramienta de capacitación y educación para la gestión de proyectos de software y el ciclo de vida del desarrollo de software.[3][4]
- Mejora de procesos y adopción tecnológica.

## Simulación de procesos por software
La simulación de procesos de software comienza con la identificación de una pregunta que queremos responder. La pregunta podría ser, por ejemplo, relacionada con la evaluación de una alternativa, incorporando una nueva práctica en el proceso de desarrollo de software. La introducción de tales cambios en el proceso de desarrollo real será costosa y si las consecuencias del cambio no son positivas, las implicaciones pueden ser terribles para la organización. Por lo tanto, a través del uso de la simulación intentamos obtener una evaluación inicial de dichos cambios en el modelo en lugar de un proyecto de desarrollo activo. Sobre la base de esta descripción del problema, se elige un alcance apropiado del proceso.  Se elige un enfoque de simulación para modelar el proceso de desarrollo. Dicho modelo luego se calibra usando datos empíricos y luego se usa para realizar investigaciones basadas en simulación. Se puede encontrar una descripción detallada de cada paso en general en el trabajo de Balci, y, en particular, para la simulación de procesos de software, se puede encontrar una descripción general en Ali et al.

## Uso de simulación de procesos en entornos industriales
- Evaluación del proceso: habilitación del análisis dinámico en el mapeo de la cadena de valor en entornos industriales[7]
- Pruebas de software: decidir cuándo automatizar las pruebas de software[8]

## Áreas clave
La simulación de procesos de software ha sido un área de investigación activa durante muchas décadas, algunos de los lugares clave incluyen la Conferencia Internacional sobre Procesos de Software y Sistemas y su taller predecesor sobre Modelado de Simulación de Procesos de Software (ProSim) de 1998-2004.